# Krasnogorsk, Uzbekistan
Krasnogorsk là một khu định cư kiểu đô thị ở tỉnh Toshkent của Uzbekistan, do thành phố Angren quản lý. Nó được thành lập từ thời Liên Xô với tên gọi Krasnogorsky. 19.176 người sống trong khu định cư vào năm 2011. Trong thời kỳ Liên Xô, phần lớn dân số Krasnogorsk là người nói tiếng Đức bị trục xuất từ nhiều nơi khác nhau.

## Tên gọi
Tên gọi của khu định cư bắt nguồn từ tiếng Nga và có nghĩa là "Núi Đỏ".